# Bellignat

Bellignat este o comună în departamentul Ain din estul Franței.